# Pristimantis croceoinguinis
Pristimantis croceoinguinis es una especie de anfibio anuro de la familia Craugastoridae.

## Distribución
Esta especie habita entre los 200 y 400 m de altitud en la cuenca del Amazonas:
- en el este de Ecuador;
- en el departamento de Putumayo en Colombia.[4]

Su presencia es incierta en Brasil y Perú.

## Publicación original
- Lynch, 1968 : Two new frogs of the genus Eleutherodactylus from eastern Ecuador (Amphibia: Leptodactylidae). Journal of Herpetology, vol. 2, n.º 3/4, p. 129-135.[5]